# Gottfried Lemperle
Gottfried Lemperle (* 17. Dezember 1936 in Berlin) ist ein deutscher plastischer Chirurg. Er ist seit 1996 Herausgeber des einzigen Handbuchs der Ästhetischen Chirurgie in deutscher Sprache und Gründer der Hilfsorganisation für Plastische Chirurgie, Interplast-Germany e. V.

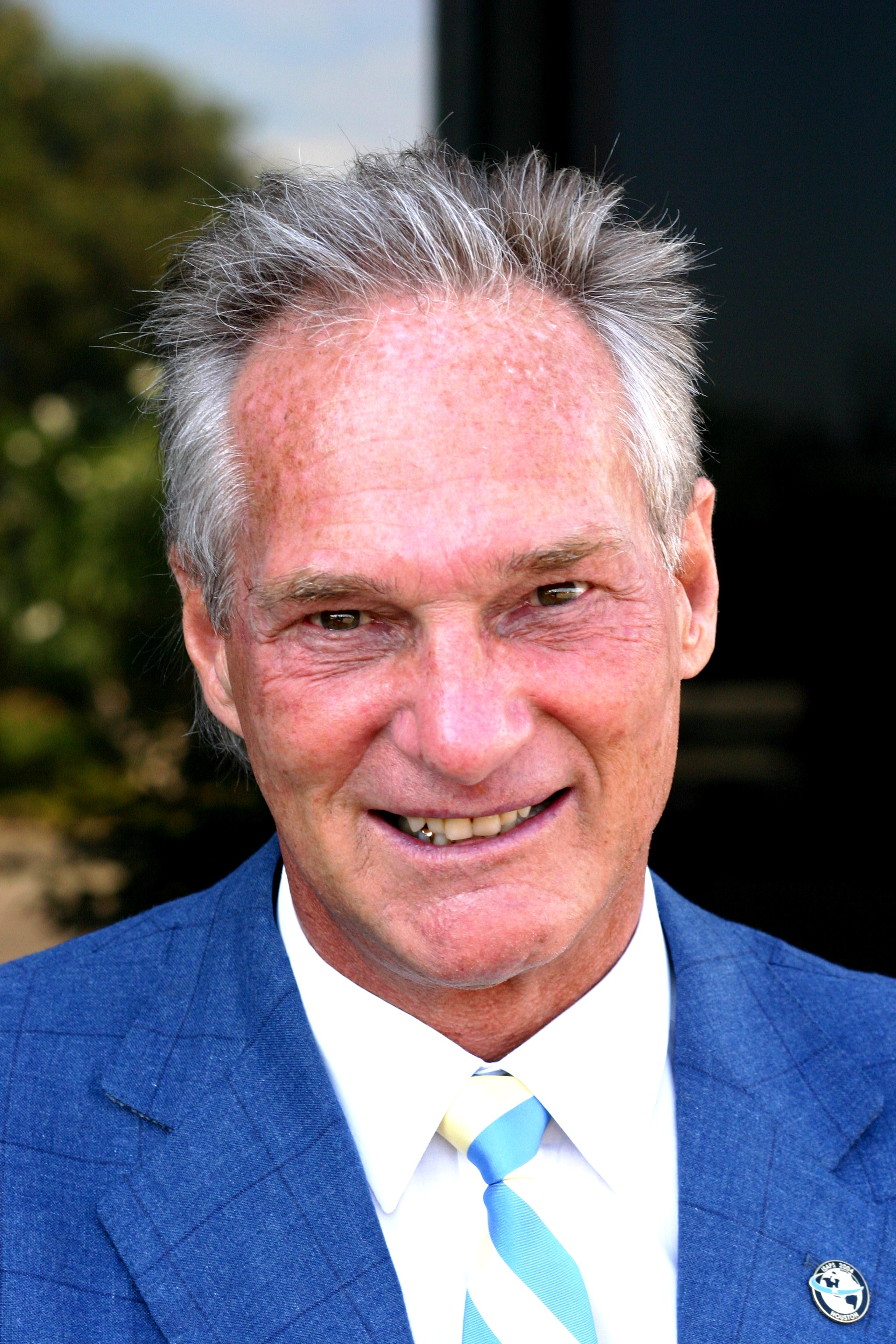
Gottfried Lemperle

## Leben
Lemperle wurde in Berlin geboren als Sohn der Kieferorthopädin Dita Lemperle-Franzmeyer und des Hermann Lemperle, deutscher Olympiateilnehmer 1928 und Kunsthistoriker. Gottfried Lemperle ist in Stuttgart aufgewachsen, hat sieben jüngere Schwestern und fünf Kinder, von denen drei ebenfalls Ärzte wurden.
Nach Medizinstudium an mehreren deutschen Universitäten erhielt Lemperle 1960 den Dr. med. an der Universität Kiel. Seine Ausbildung in Allgemeinchirurgie an der Universität Freiburg wurde unterbrochen von einem Stipendium in Immunologie an der Yale University in New Haven, USA von 1964 bis 1966. Die Ausbildung zum plastischen Chirurgen begann er 1971 an der Klinik für Plastische Chirurgie des Markus-Krankenhauses, einem Lehrkrankenhaus der Johann Wolfgang Goethe-Universität Frankfurt am Main. Vorsitzender der Musikschule Taunus war er 1973–1978.
In Frankfurt wurde Lemperle 1978 Professor für Chirurgie und Chef der Plastischen Chirurgie am Markus-Krankenhaus, wo er 20 Jahre die plastische Chirurgie weiterentwickelte und lehrte. Er bereicherte die deutsche plastische Chirurgie mit einer Technik der Brustrekonstruktion, ästhetischen Veränderungen bei Kindern mit Down-Syndrom, einer Penis-Konstruktion bei weiblichen Transgender-Patienten und einem injizierbaren Füllmaterial. Er hat mehr als 350 wissenschaftliche Publikationen verfasst und über 700 Vorträge auf medizinischen Kongressen gehalten.
1998 bekam er einen Ruf an die Abteilung für plastische Chirurgie der University of California in San Diego (UCSD), kehrte aber 2013 nach Frankfurt zurück, um sich wieder aktiv an Interplast-Missionen zu beteiligen. Lemperle gründete 1999 die Firma Artes Medical, Inc. in San Diego, CA, um das erste von der FDA zugelassene permanente Faltenmittel ArteFill in den USA zu vermarkten. Sein ähnliches Faltenmittel aus PMMA-Mikrosphären in Kollagen-Gel (Artecoll) war 1994 in Europa zugelassen und seither weltweit von Hafod Bioscience, B.V., in Guangzhou, China vertrieben. 2008 gründete Lemperle in San Diego, CA AscentX Medical, Inc., um die klinische Entwicklung von ähnlichen injizierbaren Füllstoffen für die Behandlung von Sodbrennen und Stressinkontinenz fortzusetzen.

## Interplast-Germany
1980 gründete Lemperle die Interplast-Germany e. V., eine gemeinnützige Organisation, deren Mitglieder plastisch-chirurgisch in Entwicklungsländern operieren. Er leitete mehr als 40 plastisch-chirurgische Teams in Länder Asiens, Afrika und Zentralamerikas. 1996 gründete er das zweite Interplast-Krankenhaus in Sankhu, Nepal und startete ein ähnliches Projekt 2017 in Goma, Kongo.

## Auszeichnungen
- Bundesverdienstkreuz erster Klasse für die Gründung von Interplast-Germany (1997)[7]
- Pro-Sina-Preis für besondere Verdienste in der Brustkrebschirurgie (2000)
- Herbert-Höhler-Nadel für herausragende ästhetische Chirurgie (2005)
- Dieffenbach-Medaille der Deutschen Gesellschaft der Plastischen, Rekonstruktiven und Ästhetischen Chirurgen (2010)

Ehrenmitglied von Interplast-Germany (1996), der DeTao Academy in Peking (2011), der Deutschen Gesellschaft der Plastischen, Rekonstruktiven und Ästhetischen Chirurgen, deren Präsident er von 1985–1988 war (2012), und der Deutschen Gesellschaft für Ästhetische Plastische Chirurgie (2017).

## Veröffentlichungen
- Chirurgie der Strahlenfolgen, Urban & Schwarzenberg, München, Wien, Baltimore 1984 (Lemperle G., Koslowski L.) ISBN 978-3-541-11051-3
- Plastische Mammachirurgie, Springer Verlag Heidelberg 1989 (Lemperle G., Nievergelt J.) ISBN 978-3-642-47563-4
- Plastic and Reconstructive Breast Surgery. An Atlas. Springer Verlag New York 1991 (Lemperle G, Nievergelt J.) ISBN 978-3-662-01575-9
- Der untere Rektuslappen für den Brustwiederaufbau. Ethicon, Hamburg 1992 (Hasse F.M., Exner K., Lemperle G.)
- Ästhetische Chirurgie. Ecomed-Verlag, Landsberg, 1996 bis heute (Lemperle G., von Heimburg D., Richter D.) ISBN 978-3-609-76730-7
- A Matter of Size: What Men Have Always Wanted to Know, But Could Never Ask. Publisher: IMD Inc., 2015 (Lemperle G., Elist JJ.)
- Minimal Scar Formation after Surgical Incisions in Main Folding Lines. Lambert Academic Publishing, Saarbrücken, 2017 (Lemperle G., Knapp D.) ISBN 978-620-2-01004-7
- Depression and stimulation of host defense mechanisms after severe burns. Plast Reconstr Surg. 1970;45:435-40 (1. Preis der Amer.SAPS 1970) (Lemperle G.)
- Prolonged survival of kidney allografts after perfusion with recipient RNA or DNA. Transplant Proc. 1971;3:477-79 (Lemperle G., Michaelis W., Mihatsch M.)
- Facial plastic surgery in children with Down’s syndrome. Plast Reconstr Surg. 1980;66:337-45 (Lemperle G., Radu D.)
- External skin excision in the sebaceous nose and supratip deformity. Aesthet Plast Surg. 1992;16:303-07 (Lemperle G, Biewener A.)
- The resection of gastrocnemius muscles in aesthetically disturbing calf hypertrophy Plast Reconstr Surg. 1998;102:2230-36 (Lemperle G, Exner K.)
- A classification of facial wrinkles. Plast Reconstr Surg. 2001; 108:1735-50 (Lemperle G., Holmes R.H., Cohen S.R., Lemperle S.)
- Nail regeneration by elongation of the partially destroyed nail bed. Plast Reconstr Surg. 2003;111:167-73 (Lemperle G., Schwarz M., Lemperle S.)
- Human histology and persistence of various injectable filler substances for soft tissue augmentation. Aesth Plast Surg. 2003;27:354-66 (Lemperle G., Morhenn V.B., Charrier U.)
- What happens to free fat grafts after 20 years in patients who gain weight? Plast Reconstr Surg. 2005;116:2035-36. (Lemperle G.)
- Foreign body granulomas after all injectable dermal fillers. Part 2: Treatment options. Plast Reconstr Surg. 2009;123:1864-76 (Lemperle G., Gauthier-Hazan N.)
- ArteFill® permanent injectable for soft tissue augmentation: 2. Indications and applications. Aesth Plast Surg. 2010;34:273-286 (Lemperle G., Saudick N.S., Knapp T.R., Lemperle S.)
- Lip Augmentation: A Lip Index for Quantitative Assessment. Aesthet Surg J. 2010;30:301-310 (Lemperle G., Anderson R., Knapp T.R.)
- Urethral bulking with polymethylmethacrylate microspheres for stress urinary incontinence: Tissue persistence and safety studies in Miniswine, Urology 2011;77:1005.e1-1005.e7 (Lemperle G., Lappin P., Stone C., Lemperle S.)
- The direction of optimal skin incisions derived from striae distensae. Plast Reconstr Surg. 2014;134:1424-34 (Lemperle G., Tenenhaus M., Knapp D., Lemperle S.)